# Louis Brandeis
Louis Dembitz Brandeis (Louisville (Kentucky), 13 november 1856 - Washington D.C., 5 oktober 1941) was een Amerikaanse rechter. Hij was van 1916 tot 1939 lid van het Amerikaanse Hooggerechtshof en een prominent zionist.

## Levensloop

### Jeugd
De ouders van Brandeis waren Joods en geboren in Praag. Zij waren op jonge leeftijd naar de Verenigde Staten geëmigreerd. Zij kwamen in Louisville te wonen. Tijdens de Amerikaanse Burgeroorlog vluchtte de familie, inclusief de jonge Louis, naar Indiana. Zij waren namelijk voorstander van de afschaffing van de slavernij en leefden daarom op gespannen voet met hun buren. In 1872 keerde het gezin terug naar Europa vanwege economische problemen in de VS, maar was drie jaar later alweer terug.
Brandeis studeerde tijdens het verblijf in Europa aan de Annen-Realschule in het Duitse Dresden. Na terugkeer in Amerika ging hij rechten studeren aan Harvard in Boston. Door het vele lezen ging zijn zicht snel achteruit. Op een gegeven moment wist hij zijn studie alleen af te ronden door mede-studenten te betalen om voor te lezen uit de leerboeken, waarbij hij zoveel mogelijk probeerde te onthouden. Deze opzet slaagde en hij studeerde af met het hoogste aantal punten ooit behaald door een student. Dat record bleef meer dan tachtig jaar staan.
Na zijn afstuderen werd Brandeis toegelaten als advocaat in Missouri en accepteerde een baan bij een advocatenkantoor in St. Louis. Zeven maanden later keerde hij echter terug naar Boston waar hij samen met oud-klasgenoot Samuel Warren een advocatenpraktijk opzette. In diezelfde tijd werkte hij ook als assistent voor de oprechter van het Hooggerechtshof van Massachusetts.

### Jurist
Het ging snel goed met de zaken en Brandeis' reputatie als advocaat groeide. Samen met zijn zakenpartner Warren schreef hij bovendien verschillende artikelen voor het prominente blad Harvard Law Review. Hun belangrijkste artikel ging over het recht op privacy. Dat was een steeds prominenter thema geworden omdat kranten steeds vaker zonder toestemming foto's van individuen publiceerden en hun uitspraken lieten doen in de krant. De rechten van het individu kwamen daardoor steeds meer in het gedrang. In 1889 verliet Warren de praktijk om leiding te geven aan het bedrijf van zijn overleden vader. Met behulp van twee collega's begon Brandeis een nieuwe advocatenpraktijk
Brandeis groeide uit tot een van de leiders van de Progressieve beweging. Hij maakte zich vooral zorgen over het ontstaan van verschillende grote industriële bedrijven en de monopoliepositie die zij verkregen. Daardoor kregen deze bedrijven in zijn ogen te veel macht en zouden een bedreiging kunnen vormen voor de vrijheid van de maatschappij. Daarnaast was Brandeis bang dat bedrijven niet langer zouden innoveren wanneer zij eenmaal een monopoliepositie bezaten. Hij wilde daarom dat de Amerikaanse overheid maatregelen nam om de groei van deze bedrijven tegen te gaan en onderlinge competitie te stimuleren.
De advocaat maakte ook naam voor zichzelf door de brede corruptie in de politiek van Boston bloot te leggen. Veel politici regelden (fictieve) baantjes voor hun aanhangers bij de verschillende door de overheid betaalde vervoersmaatschappijen, in ruil voor wederdiensten. In tegenstelling tot veel andere advocaten in zijn tijd weigerde hij zaken te behandelen waar hij zelf niet achter stond en bracht hij geen kosten in rekening wanneer hij een zaak behandelde waarvan hij vond dat deze het "algemeen belang" diende. Brandeis kon zich dit ook veroorloven, aangezien het hem financieel goed ging.
Een belangrijke zaak die hij vanaf 1909 behandelde was gericht tegen de bankier John Pierpont Morgan. Met het bedrijf New Haven Railroad probeerde deze zijn grootste concurrenten in te lijven. Brandeis stelde dat bij de acquisitie grote fouten waren gemaakte. Zo was er door New Haven Railroad geld gedoneerd aan politici die meewerkten. Bovendien klopten de cijfers niet. Zijn voorspelling was dat het spoorbedrijf binnen een aantal jaren in de financiële problemen zou geraken. Brandeis maakte veel vijanden, zowel onder politici als in de pers, maar zijn voorspellingen kwamen uit. Daarop startte het Amerikaanse ministerie van Justitie een onderzoek en kwam tot de conclusie dat het bestuur van het spoorbedrijf grote fouten had gemaakt. Brandeis kwam als winnaar uit het conflict naar voren.
Brandeis bepleitte in 1908 namens de staat Oregon een zaak voor het Hooggerechtshof. Oregon had een wet ingevoerd waarin het maximale aantal uren dat vrouwen mochten werken was opgenomen. Ondernemers stelden dat de staat niet het recht had om zich op deze - in hun ogen - onredelijke wijze te bemoeien met de inhoud van arbeidscontracten. Brandeis ontdekte dat bij eerdere beslissingen van het Hooggerechtshof staten ook ingrepen in arbeidscontacten wanneer het algemene welzijn in het geding kwam. Hij stelde dat het maken van (te) lange dagen schadelijk was voor de gezondheid van vrouwen. Het Hooggerechtshof ging mee in de redenatie van Brandeis en hij won de zaak.

### Zionist
Naast zijn werk als jurist speelde Brandeis ook een belangrijke rol in de zionistische beweging. Hij groeide uit tot de leider van het Amerikaanse tak. Brandeis was groot voorstander van de stichting van een thuisland voor de Joden waar zij beschermd waren tegen antisemitische uitingen. Tijdens een bezoek aan Palestina raakte hij onder de indruk van het enthousiasme van de zionistische pioniers, maar was ook bezorgd vanwege een gebrek aan zakelijkheid en financiële controle. Het kwam tot een botsing met Chaim Weizmann, de leider van het Europese deel van de beweging. Brandeis stelde een aantal hervormingen voor, maar Weizmann vond dat de beweging daardoor ernstig zou verzwakken. Samen met Brandeis splitste een groot deel van de Amerikaanse tak van de Wereld Zionistenorganisatie zich af. Pas in 1930 bereikten beide facties een compromis en voegden zich weer samen.

### Rechter in het Hooggerechtshof
De standpunten van Brandeis over de regulatie van grote bedrijven en het gevaar van monopolies werd overgenomen door veel politici. Een van hen was de Democratische presidentskandidaat Woodrow Wilson. Hij maakte dat het centrale thema in zijn verkiezingscampagne van 1912. De Progressieve kandidaat Theodore Roosevelt zag de dominante positie van de grote bedrijven als een gegeven, terwijl Wilson hun macht wilde inperken door speciale privileges te beperken en corruptie harder aan te maken. Brandeis steunde de kandidatuur van Wilson, hoewel hij zich doorgaans meer aangetrokken voelde tot de Republikeinse Partij. De twee hadden meerdere ontmoetingen.
Wilson won de verkiezingen en trad in 1913 aan als de nieuwe president. Brandeis speelde samen met minister van Buitenlandse Zaken William Jennings Bryan een belangrijke rol bij de totstandkoming van de Federal Reserve. Dit nieuwe bankensysteem ontstond naar aanleiding van een massale bankrun in 1907. Daardoor ging een groot aantal banken failliet, een aantal anderen kon nipt gered worden doordat een aantal grote banken besloten massaal geld te pompen in de banken die failliet dreigden te gaan. De nieuwe Amerikaanse regering wilde niet langer dat het vertrouwen in de bankensector afhankelijk was van het feit of een aantal particulieren wel of niet zouden ingrijpen. Daarom kwam in het nieuwe systeem de verantwoordelijkheid bij de overheid te liggen om in te grijpen.
President Wilson nomineerde Brandeis in januari 1916 onverwachts als kandidaat voor het Hooggerechtshof. Vanuit het Republikeinse kamp was er veel bezwaar tegen zijn nominatie. De prominentste tegenstander was de voormalige president William Howard Taft. Hij was in de rechtszaal verschillende keren in botsing gekomen met Brandeis. Deze had hem op een gegeven moment zelfs "moddergooier" genoemd. De controverse was zo groot dat het senaatscomité dat over de benoeming ging besloot om voor de eerste keer ooit een publieke hoorzitting te houden. Het grootste bezwaar tegen Brandeis vonden zijn tegenstanders nog wel de radicaliteit waarmee hij zijn standpunten innam. Na een lange slepende procedure die maanden duurde stemden 47 Senaatsleden voor benoeming en 22 tegen
Er was een sterke conservatieve onderstroom in de Verenigde Staten ten tijde van de Eerste Wereldoorlog en aan het begin van de jaren ’20. De beslissingen van het Hooggerechtshof weerspiegelden grotendeels de tijdsgeest. Samen met zijn collega-rechter Oliver Wendell Holmes week Brandeis vaak van de meerderheid af. Zo vonden zij dat tegenstanders van de invoering van de verplichte dienstplicht niet beperkt mochten worden in hun "vrijheid van meningsuiting" in oppositie tegen de nieuwe wet. Holmes ontwikkelde de doctrine van "direct en duidelijk gevaar". Alleen wanneer daar sprake van was zou de vrijheid van meningsuiting beperkt mogen worden.
In de zaak Olmstead v. United States (1928) publiceerde Brandeis een beroemd geworden minderheidsstandpunt. Daarin borduurde hij verder op zijn eerder geschreven artikel The Right to Privacy. In deze zaak draaide het over een groep illegale drankhandelaren die mede op basis van afgeluisterde telefoongesprekken veroordeeld waren. De aangeklaagden beriepen zich op het vierde en vijfde amendement op de grondwet waarin gesteld wordt dat burgers zonder waarschijnlijke reden beschermd zijn in "in hun persoon, huizen, documenten en bezittingen tegen onredelijke doorzoekingen en inbeslagnames". Brandeis stelde dat telefoongesprekken hier ook onder vielen. De opstellers van de Bill of Rights – waar de amendementen onderdeel van uitmaakten – hadden immers nog geen weet van toekomstige technieken, maar hun doel was om het gevoelsleven, gedachtewereld en de emoties van Amerikanen te beschermen, kortom zij waren voor het "recht om alleen gelaten te worden". Pas veertig jaar later ging het Hooggerechtshof mee in de redenatie van Brandeis. In de zaak Katz v. United States dat ook telefoongesprekken werden beschermd onder het Vierde Amendement.
In Packer Corporation v. Utah (1932), een andere geruchtmakende zaak, was het Hooggerechtshof unaniem. De zaak ging over het onderscheid tussen advertenties op straat en advertenties in de krant. Brandeis stelde dat er verschil tussen beiden was. Mensen die de krant lazen kozen ervoor om met advertenties geconfronteerd te worden. Iemand die op straat liep had die keuze niet. Daarom was het volgens Brandeis toegestaan reclame op straat, zoals billboard, te verbieden, hoewel dat een inbreuk was op de vrijheid van meningsuiting.
Ten tijde van de Grote Depressie behandelde het Hooggerechtshof ook veel zaken die draaiden rondom de New Deal van president Franklin Delano Roosevelt. Daarin trok Brandeis vaak op met mede-rechters Benjamin Cardozo en Harlan Fiske Stone. Hij was geen voorstander van veel van de ingevoerde maatregelen, omdat ze ingingen tegen zijn principes, namelijk een grote en gecentraliseerde overheid. Zo werd de National Industrial Recovery Act ongrondwettelijk verklaard, omdat het de president ongebreidelde macht gaf wetten in te voeren die nodig waren voor economisch herstel. Verder keerde hij zich tegen een voorstel van president Roosevelt die een extra rechter aan het Hooggerechtshof wilde toevoegen voor elke rechter die de leeftijd van zeventig bereikt had. Volgens Brandeis wilde de president op deze manier meer voorstanders van de New Deal in het Hooggerechtshof krijgen. Zijn misschien wel belangrijkste beslissing viel in de zaak Erie Railroad Co. V. Tompkins (1938). Daarin behandelde het Hof een zaak dat ging over de vraag of federale rechtbanken het recht van de aparte staten toepassen of juist het federale recht in zaken waarbij verschillende rechtsgebieden een rol spelen. Brandeis stelde dat de federale gerechtshoven in de eerste plaats de wet van een staat waar een ongeluk of gebeurtenis plaatsvindt moeten toepassen. Met dit besluit versterkte het Hooggerechtshof de machtspositie van de staten ten opzichte van de federale overheid.
Brandeis trok zich in februari 1941 terug als rechter uit het Hooggerechtshof en overleed op 5 november 1941 als gevolg van een hartaanval.